# Берлинская галерея
Берлинская галерея (нем. Berlinische Galerie) — берлинский музей современного искусства, фотографии и архитектуры. Фонды галереи составляют произведения искусства, созданные после 1870 года.

## История
Берлинская галерея ныне расположена на улице Альте-Якобштрассе в берлинском районе Кройцберг, недалеко от берлинского Еврейского музея.
Первоначально в 1975 году был основан союз, ставивший своей целью организацию выставок современных берлинских художников и скульпторов. Первое время расположением галереи был район Шарлоттенбург, где находилось её бюро. Выставки проводились в помещениях при берлинской Академии художеств или Новой Национальной галерее. В 1978 галерея была переведена в здание Музея фотографии близ берлинского вокзала Зоологический парк. В 1986 она переезжает в Дом Мартина Гропиуса; в октябре 2004 года было открыто её нынешнее здание на Альте-Якобштрассе.

## Коллекция
На двух этажах галереи размещаются как экспонаты её постоянной экспозиции, так и временные выставки; также здесь имеются конференц-зал, архив, библиотека, учебный зал, а также художественная школа для детей и взрослых.
Наиболее ранние произведения из собрания галереи относятся к 1870 году. В разделе «Изобразительного искусства» в этом музее хранятся работы мастеров из Берлинского Сецессиона (таких, как Макс Либерман и Ловис Коринт), художников Новой вещественности и экспрессионизма (Отто Дикс, Георг Гросс, Ханна Хёх), а также произведения Георга Базелица, Вольфа Фостеля, Урпсулы Сакс, движения Молодых Диких (Junge Wilde) и современные инсталляции.
Кроме собрания живописи в галерее имеется большая коллекция произведений графики (около 15 000 экспонатов), фотографий и архитектурных моделей.
С сентября 2010 года директором музея является историк искусства Томас Кёлер.

## Галерея

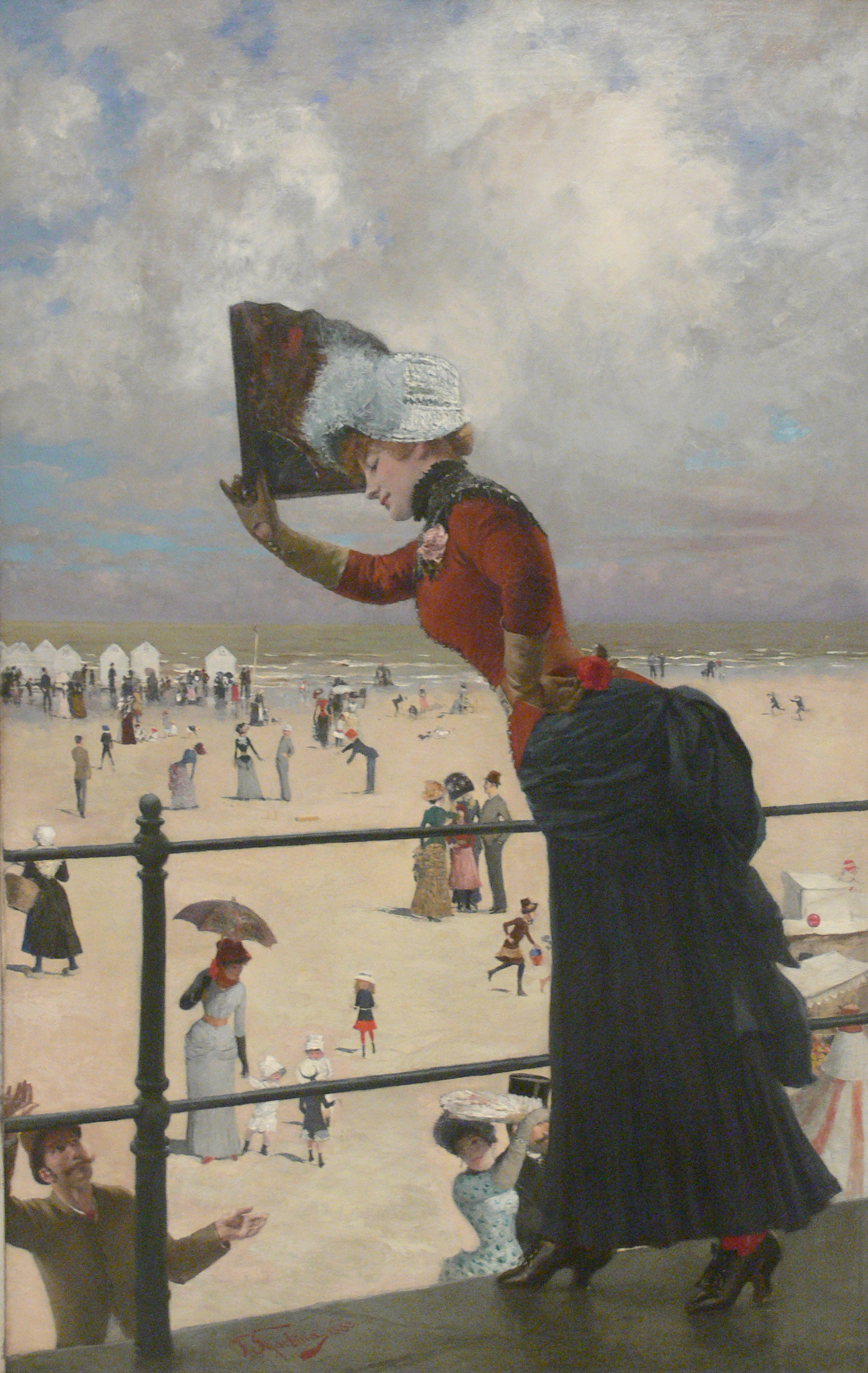
Франц Скарбина. Женский пляж (1883)
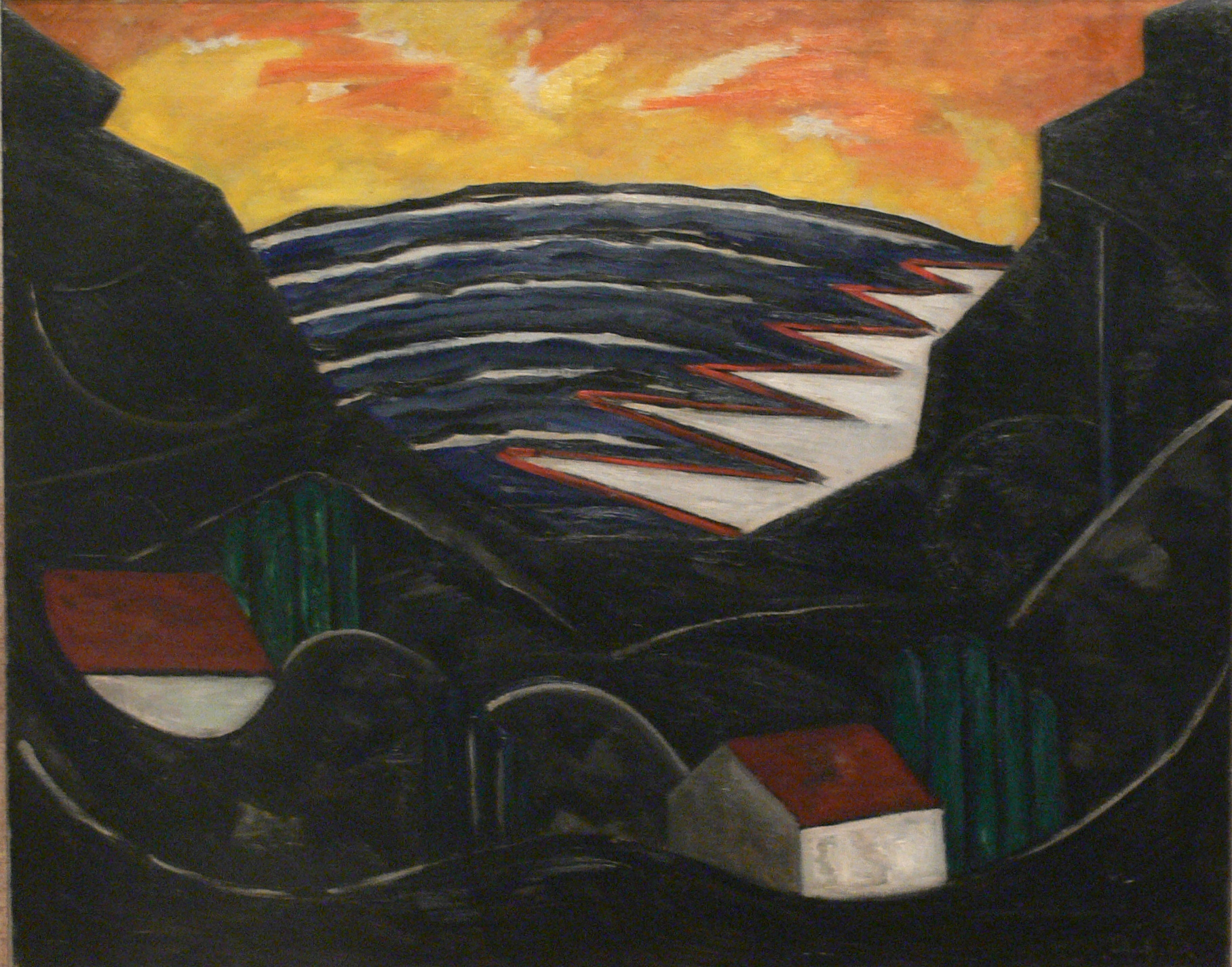
Якоба ван Хемскерк. Пейзаж, картина I (1914)
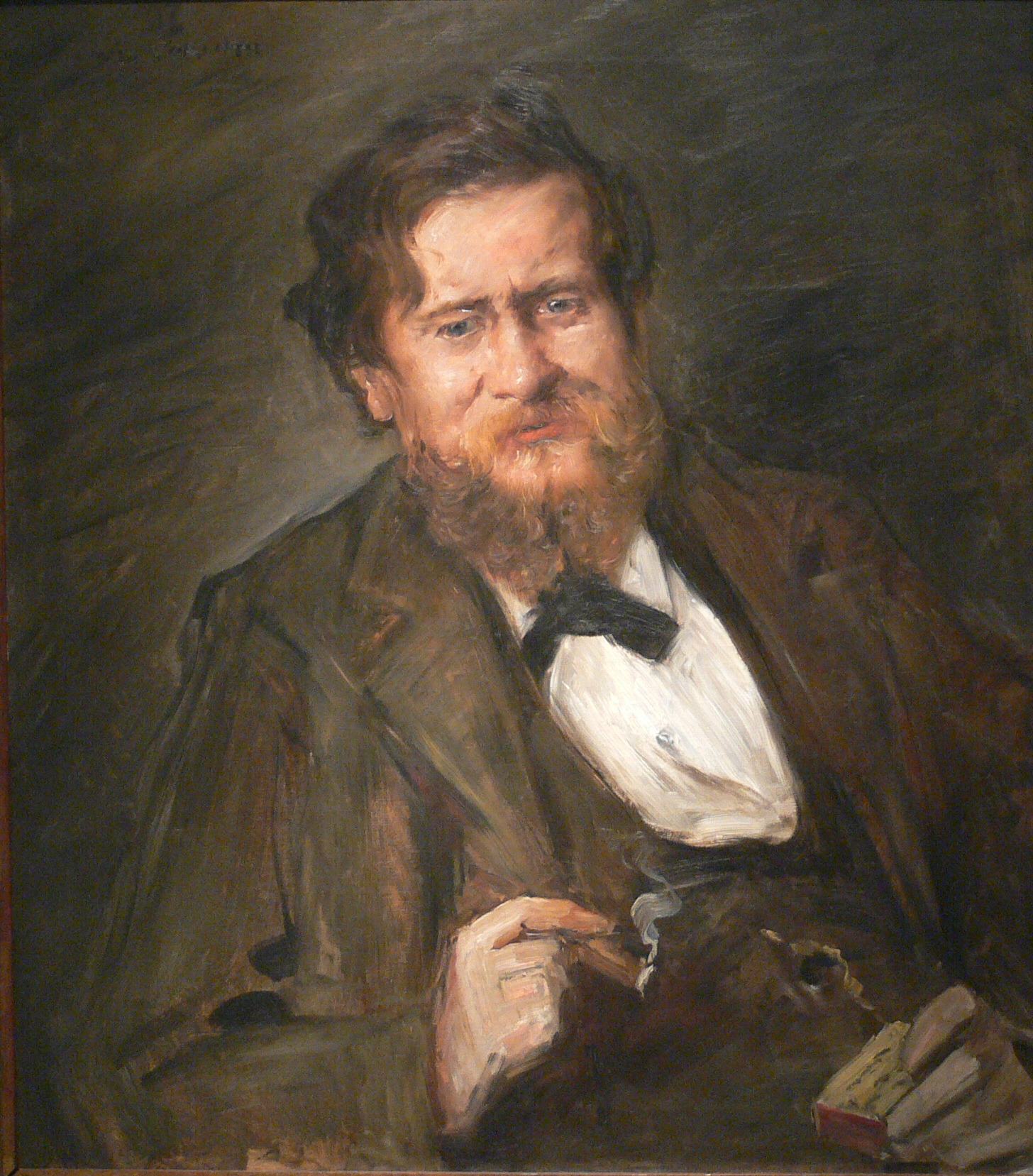
Ловис Коринт. Портрет художника Фрица Румпфа (1901)
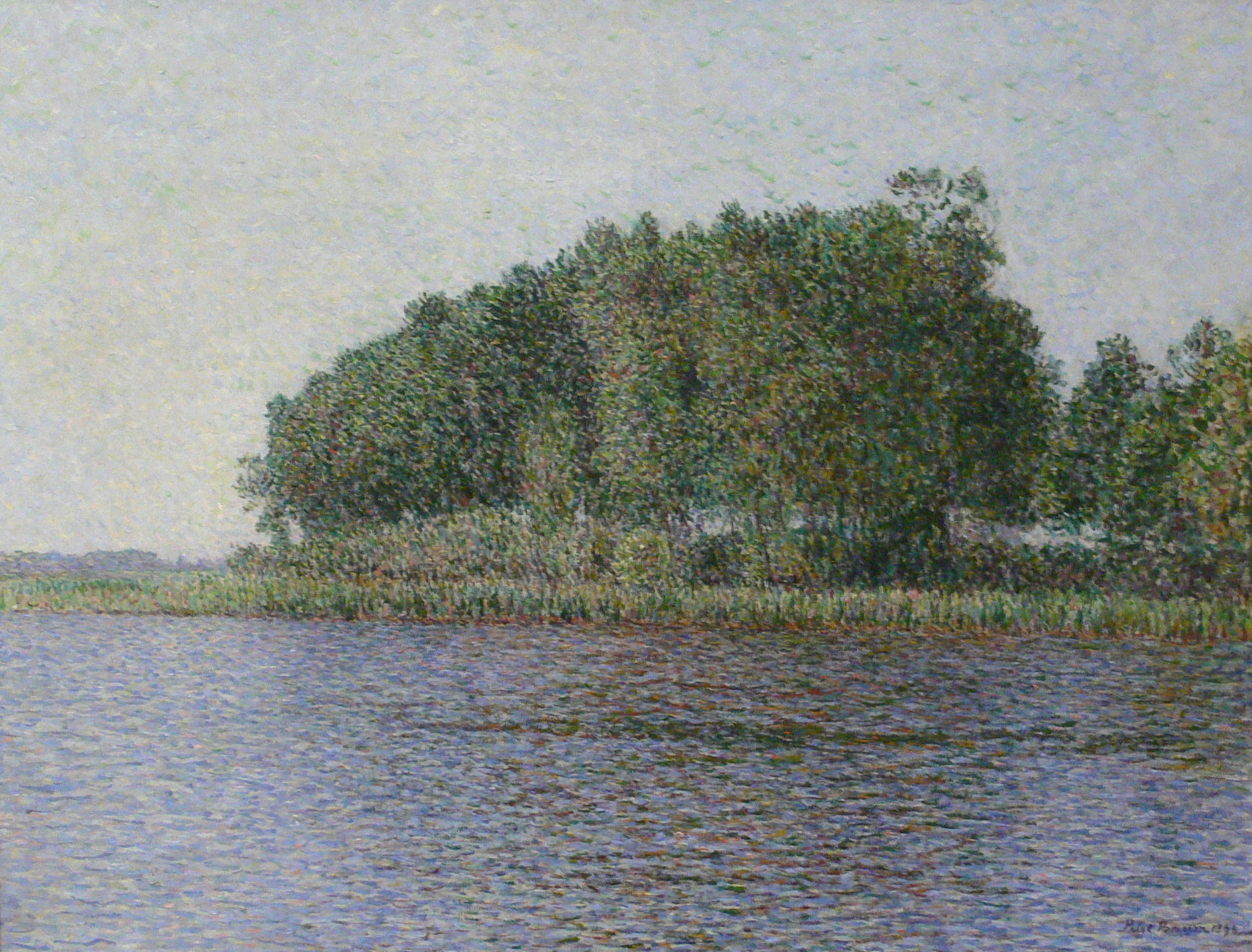
Пауль Баум. Пейзаж (1896)
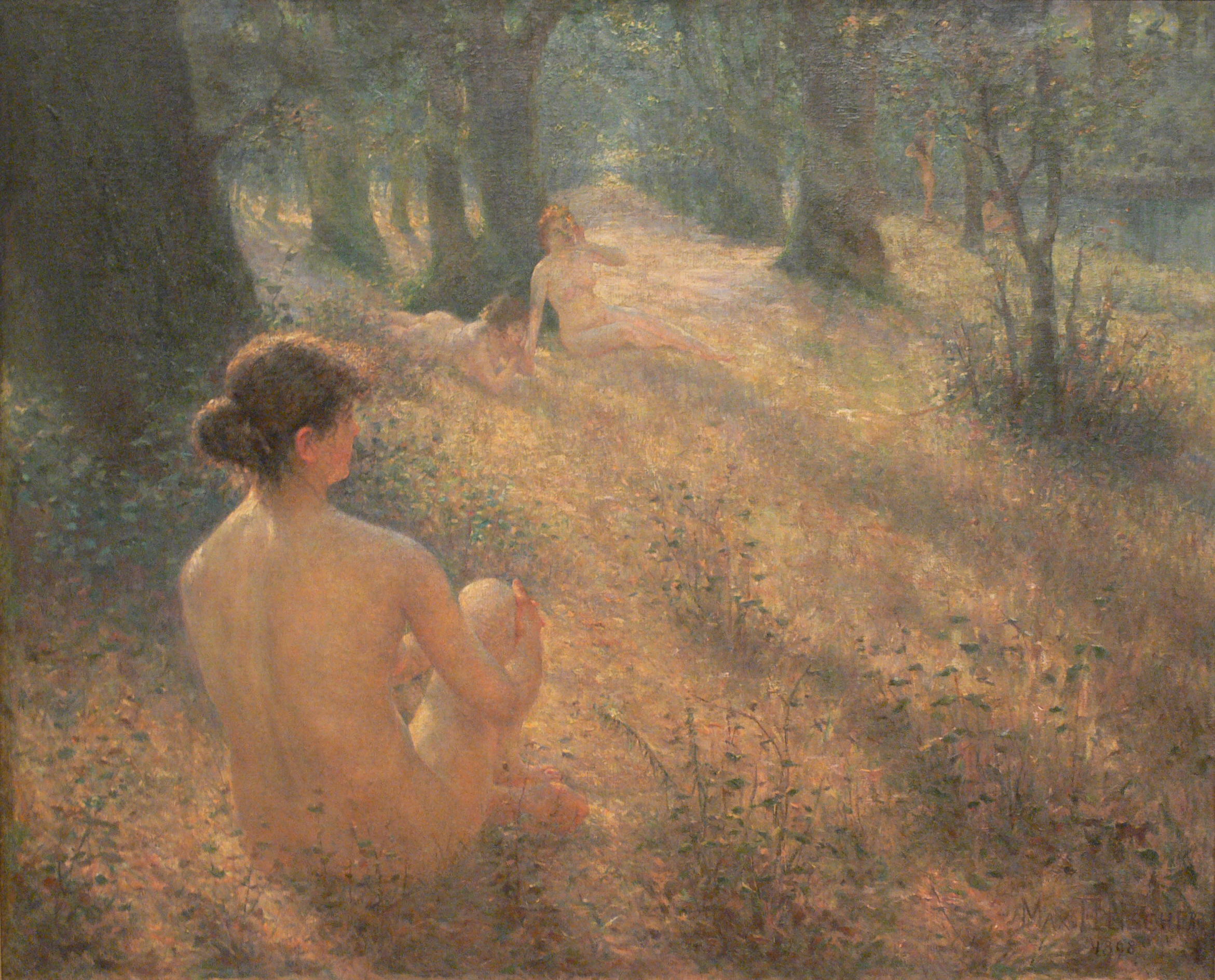
Макс Флейшер. Обнажённые на солнечной лесной поляне (1898)
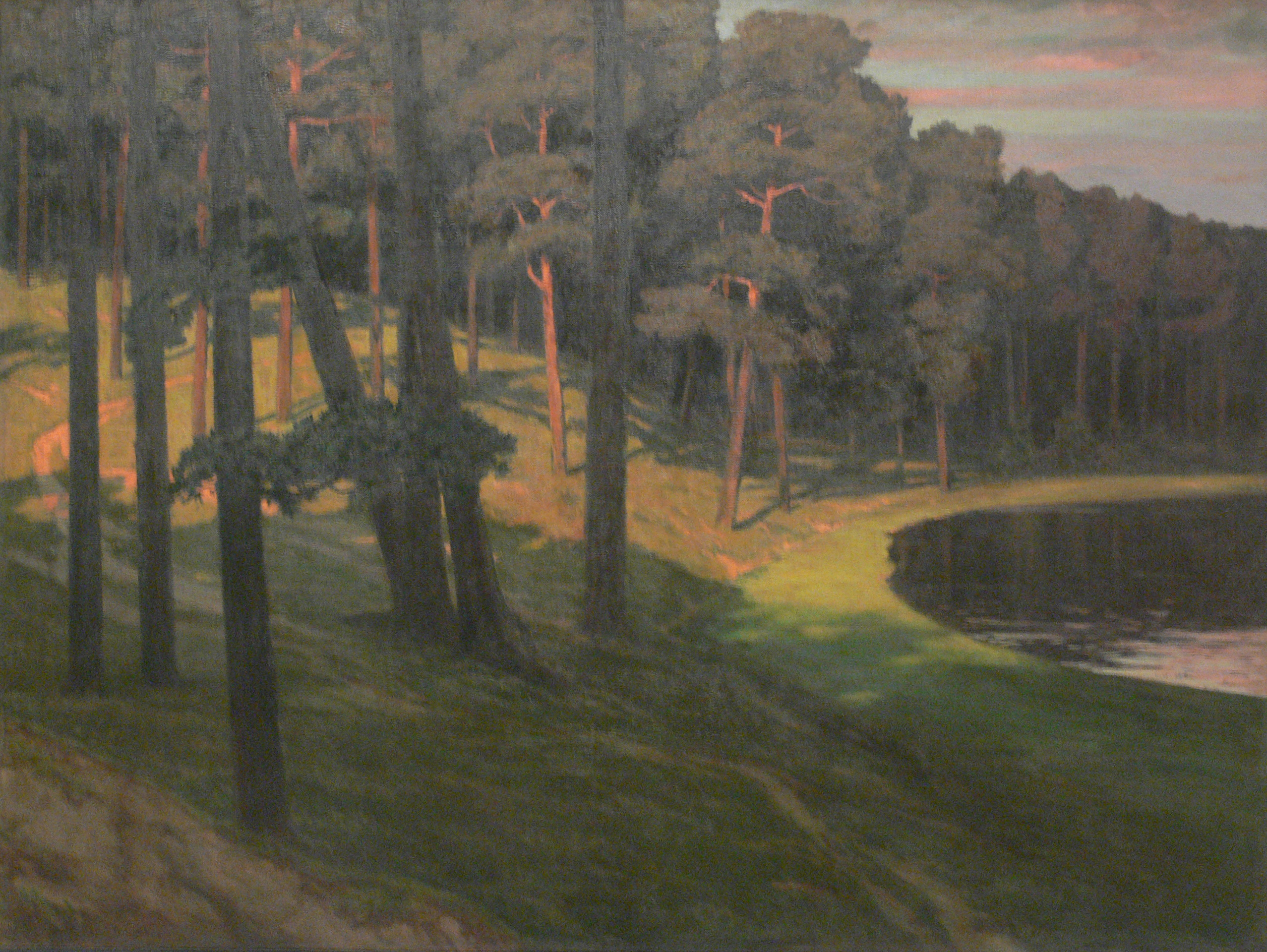
Вальтер Лейстиков. Из Альтмарка (1898)
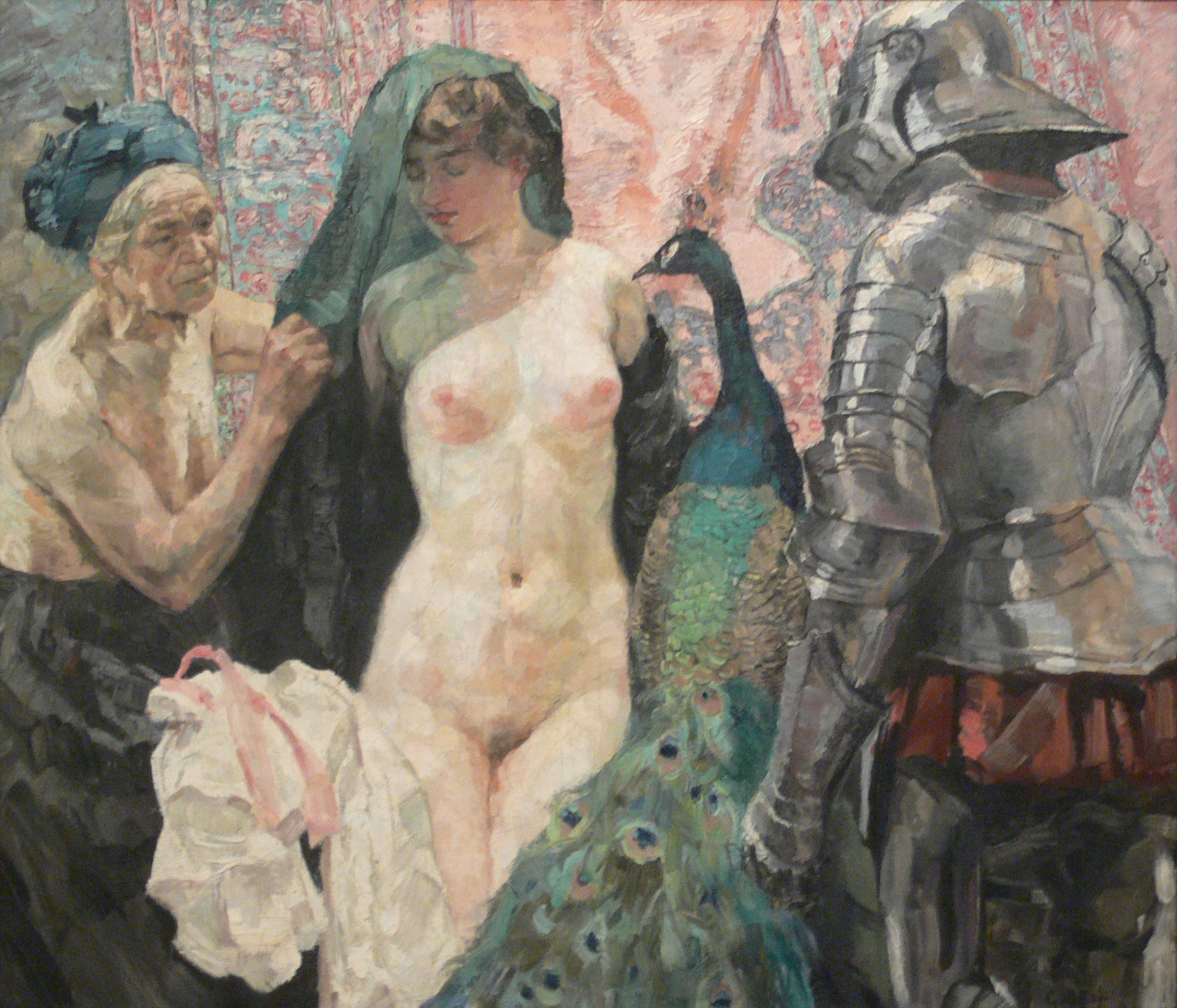
Вильгельм Галлхоф. Искушение рыцаря (до 1910)
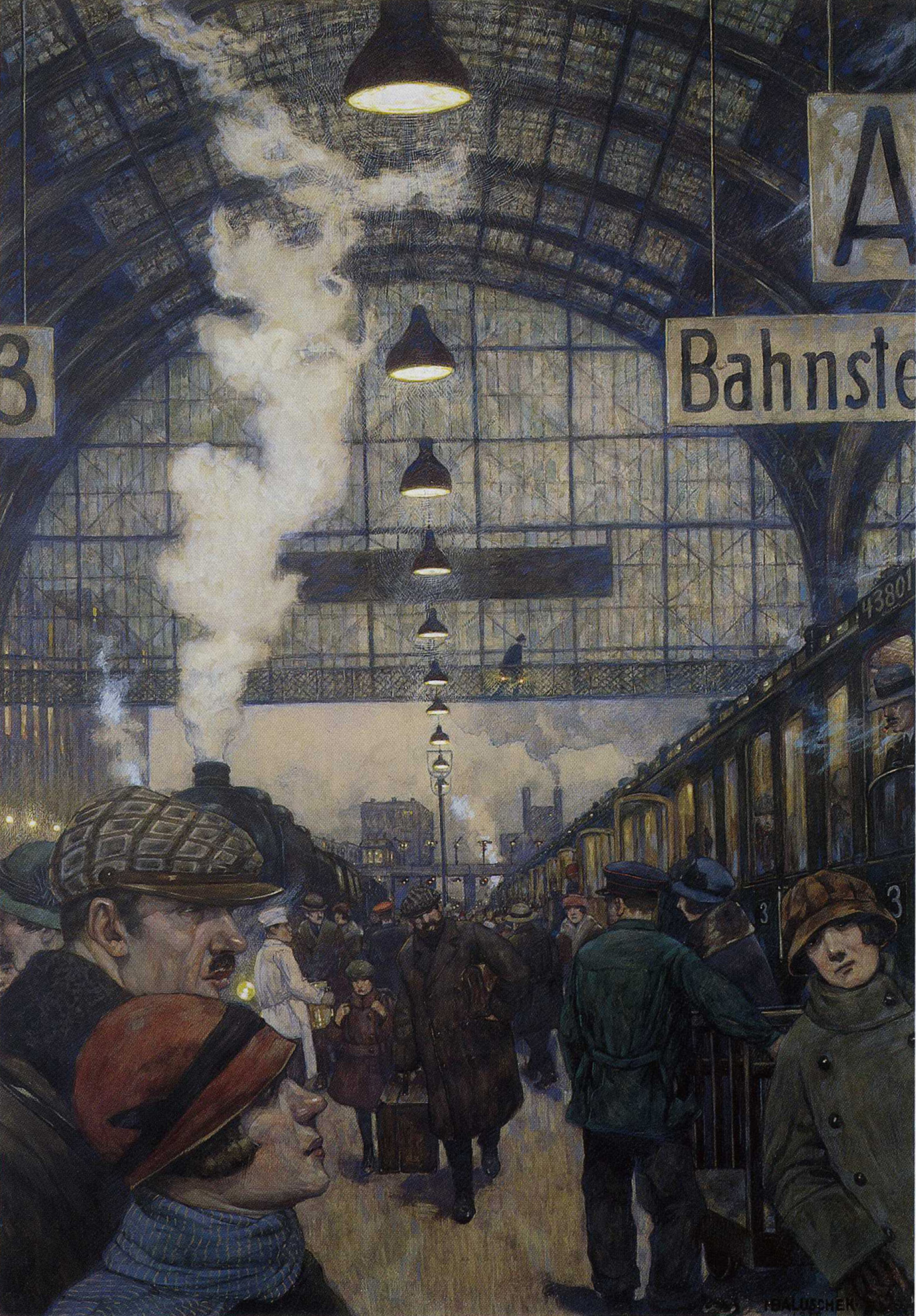
Ганс Балушек. Вокзальный зал (1929)
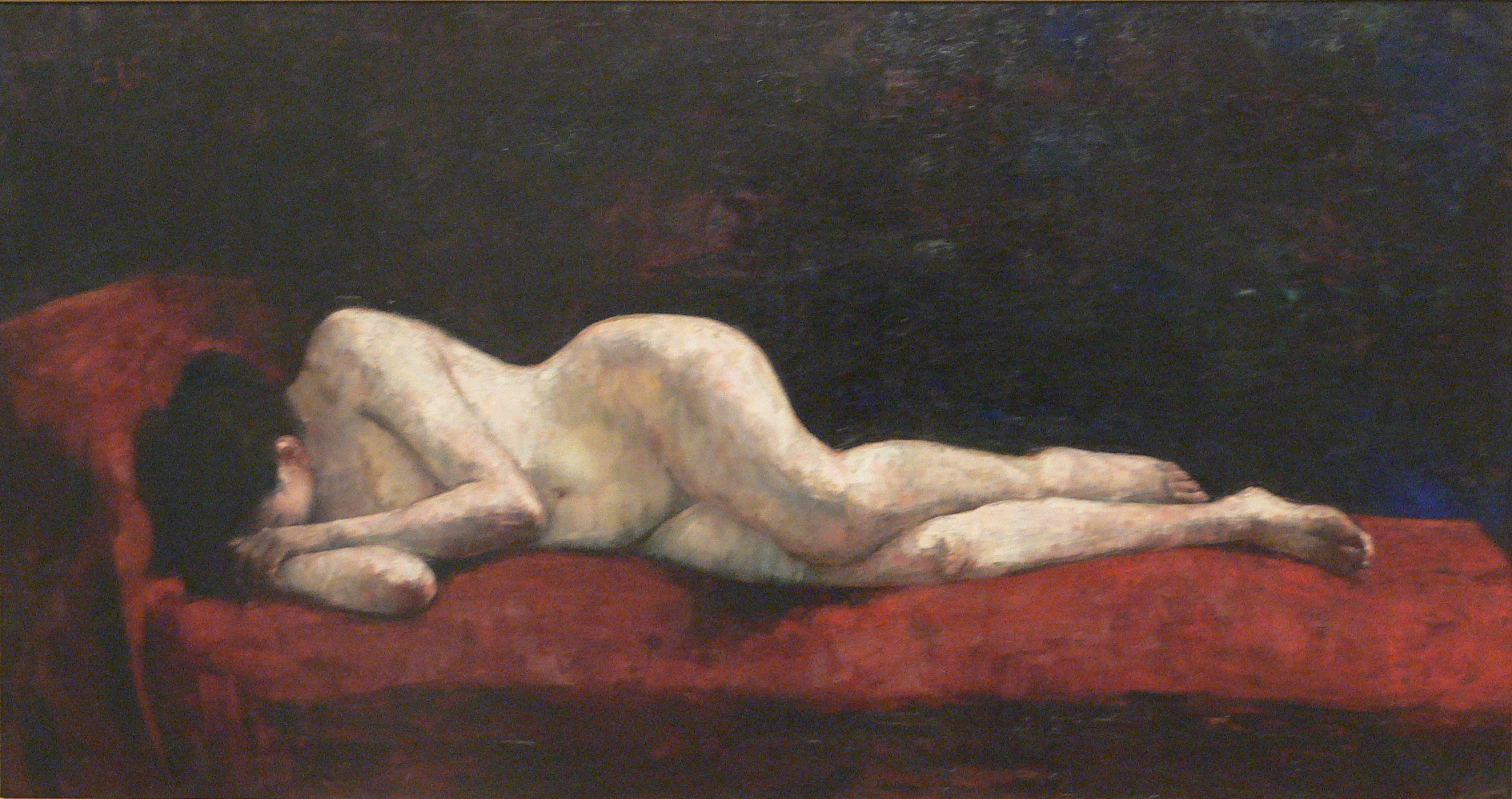
Лессер Ури. Лежащая обнажённая (1889)
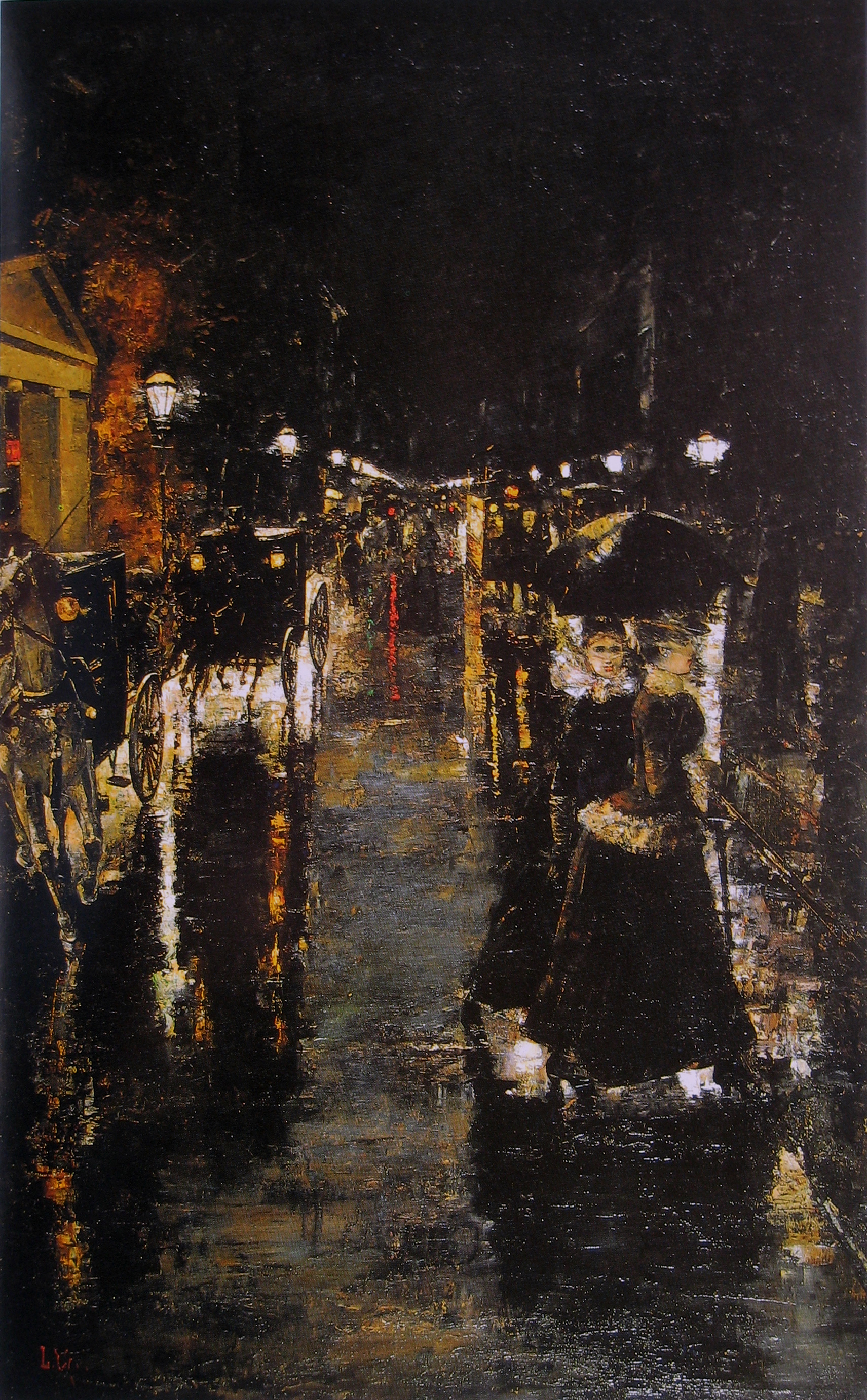
Лессер Ури. Лейпцигерштрассе (1889)
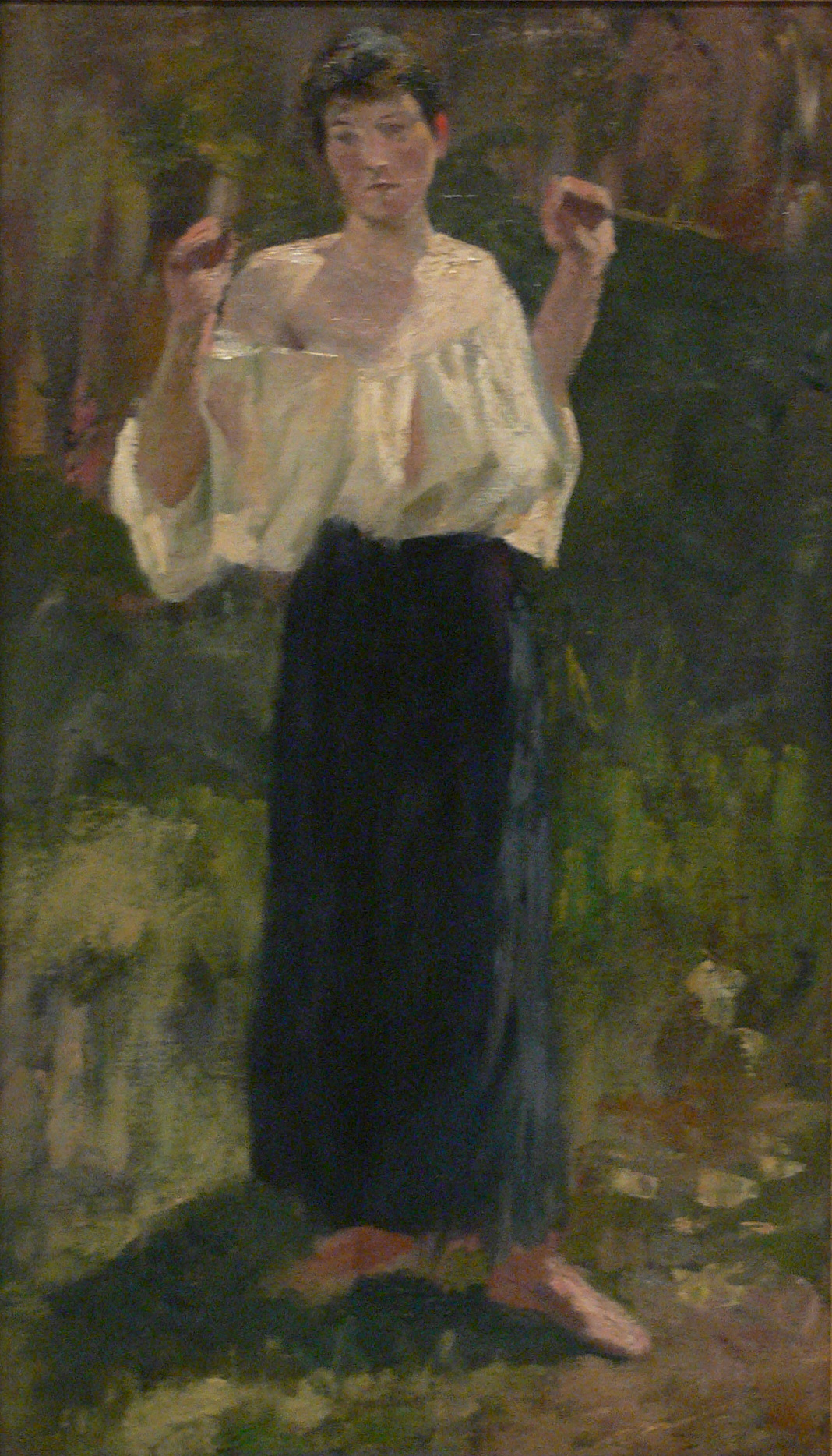
Карл Хагемейстер. Девушка на природе
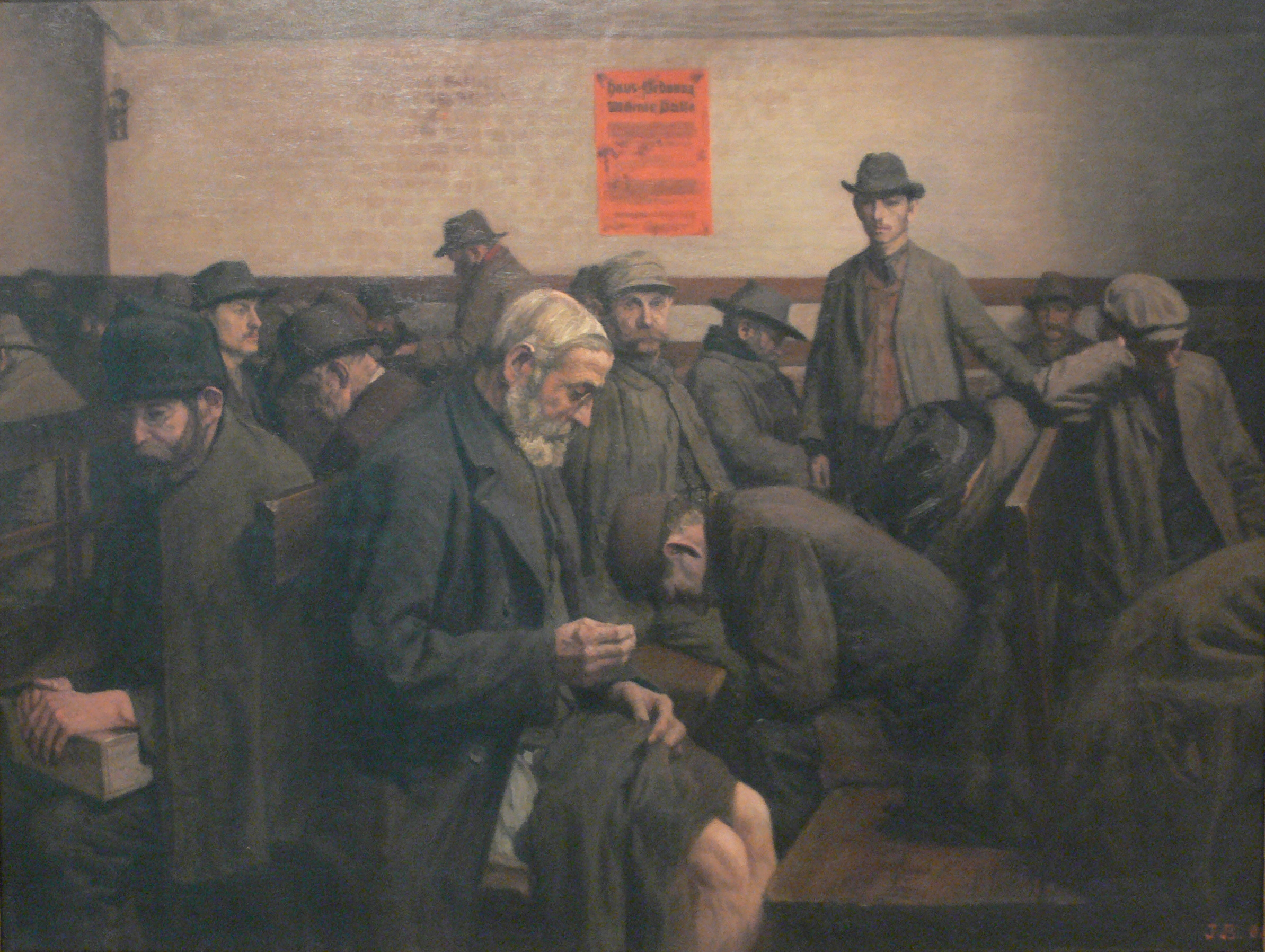
Йенс Биркхольм. Тёплая комната для бедных в Берлине зимой (1908)
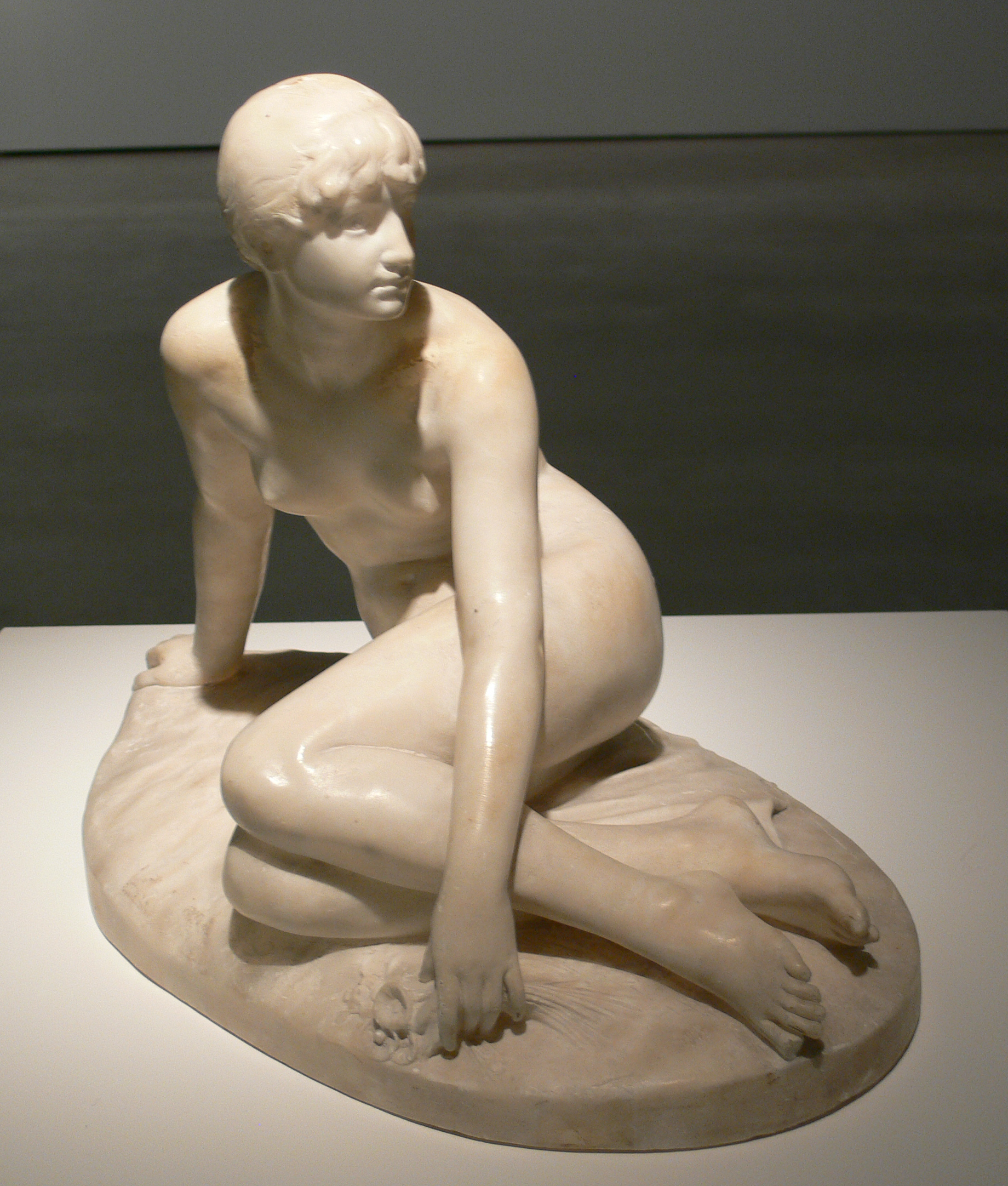
Петер Кристиан Бройер. Весна (1891)
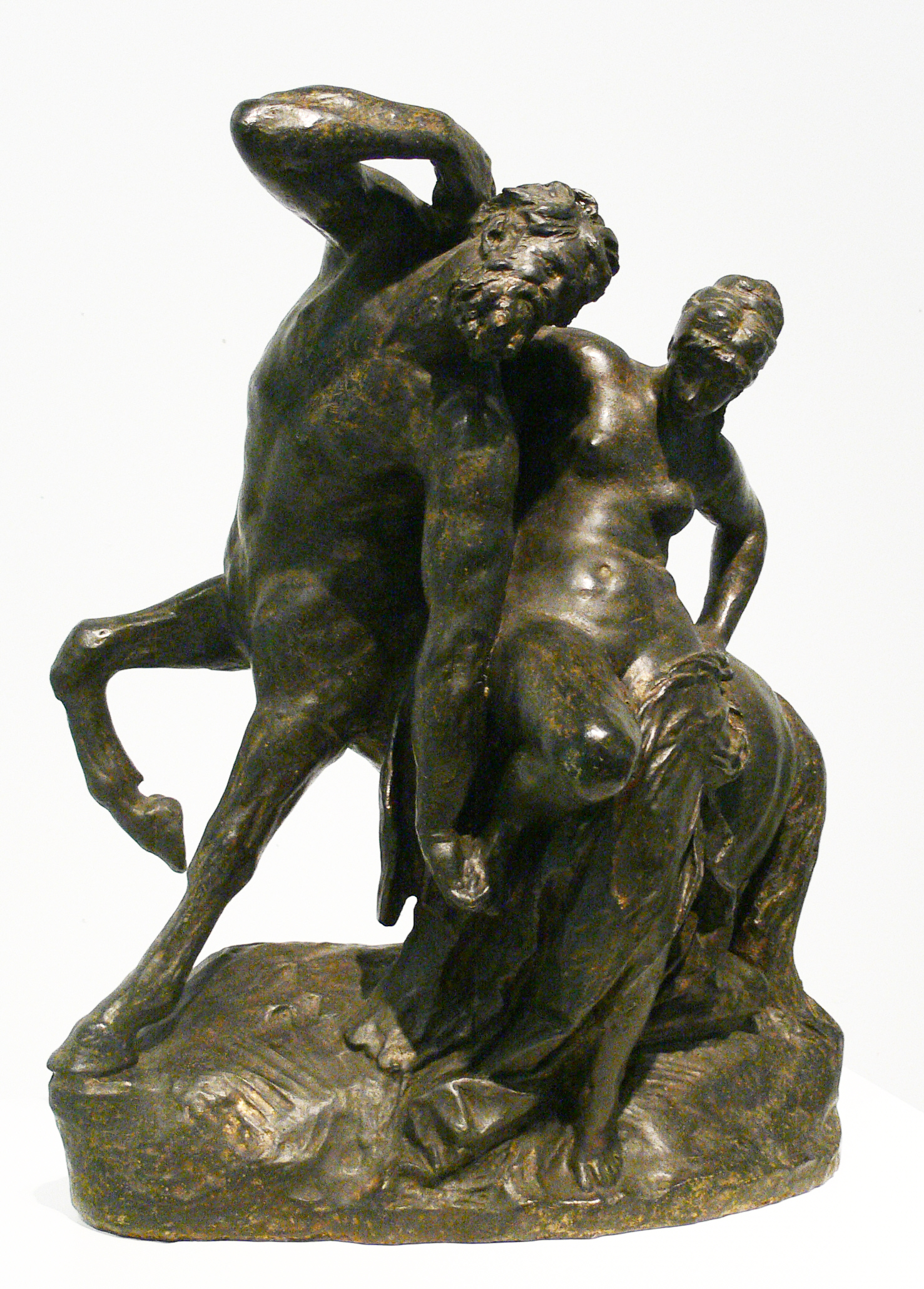
Рейнгольд Бегас. Кентавр и нимфа (1881)
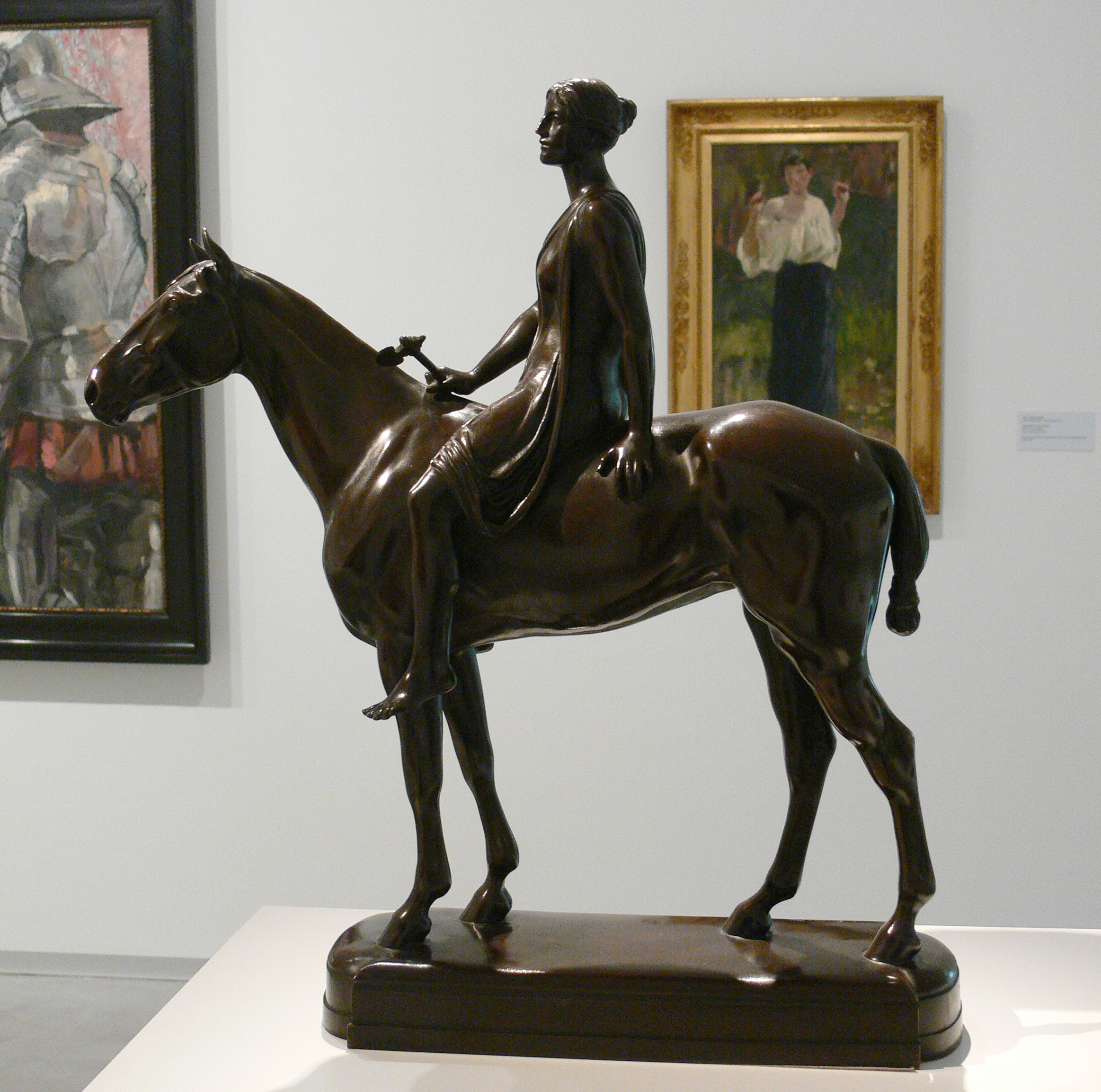
Луи Туальон. Амазонка (1890-1895)
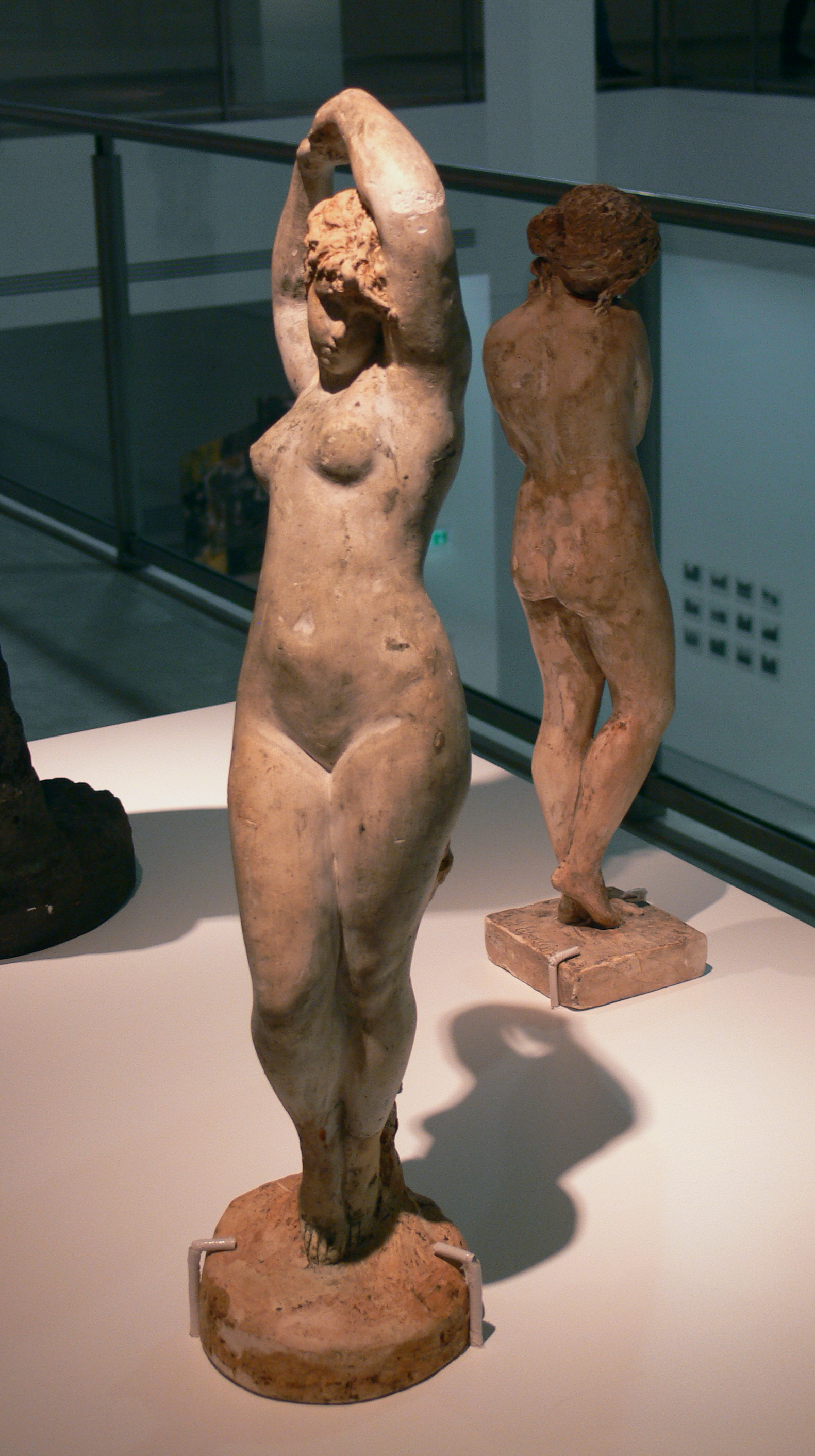
Густав Генрих Эберлейн. Смущённая Психея
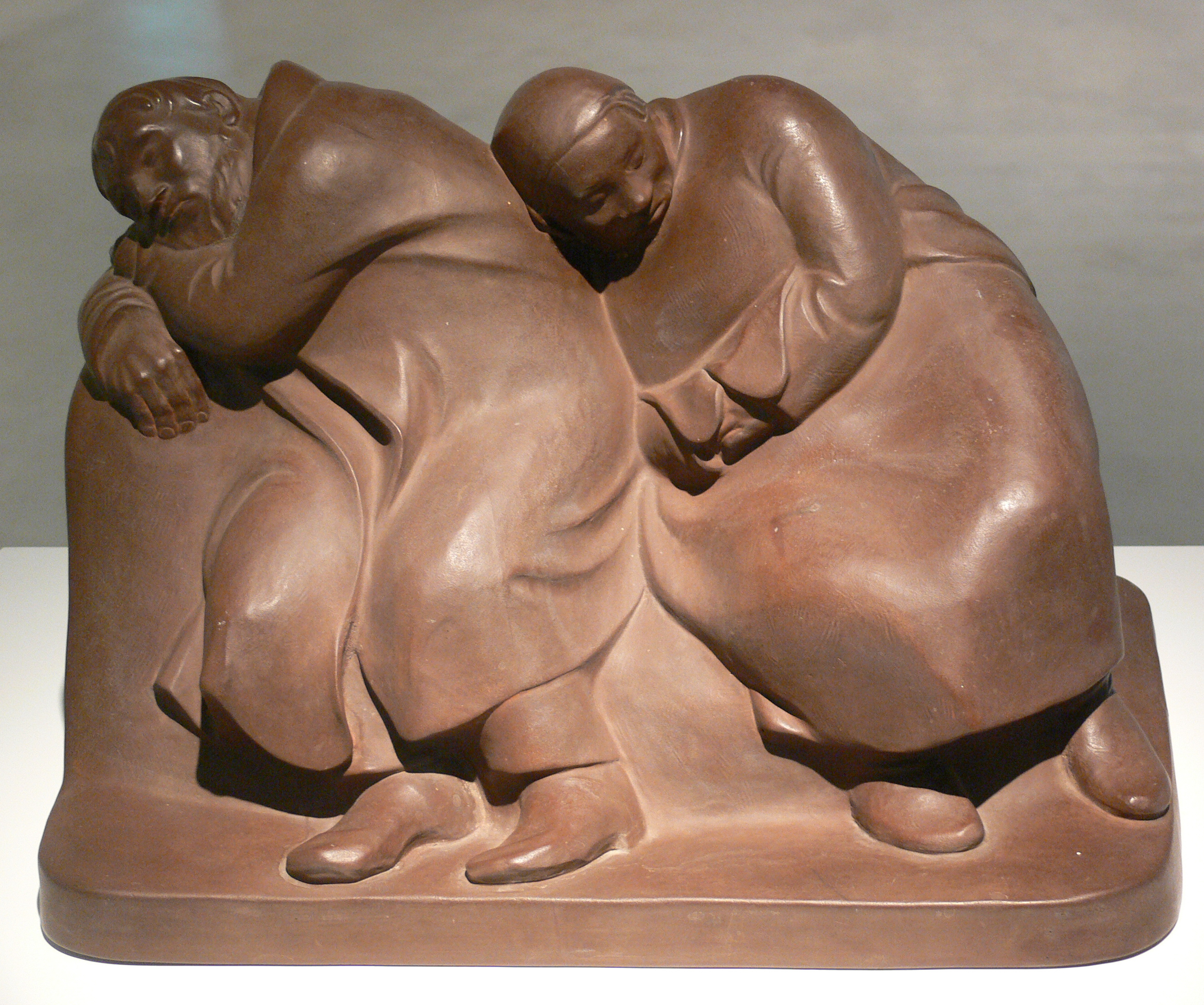
Эрнст Барлах. Спящие крестьяне (1912).